# Oxyuridae
Gli ossiuridi (Oxyuridae) sono una famiglia di Nematodi.
Presentano triplice labbra boccale ed estremità arrotondate negli esemplari maschi, appuntite nelle femmine.
Alla famiglia appartiene l'Enterobius vermicularis, anche conosciuto come "verme dei bambini", una specie dioica che vive nell'intestino dell'uomo e si nutre delle sostanze digerite in via di assimilazione.